# Ormosia upsilon
Ormosia upsilon là một loài ruồi trong họ Limoniidae. Chúng phân bố ở miền Tân bắc.